# دامینیک میستریو
دامینیک اسکار گوتیئرز (انگلیسی: Dominik Óscar Gutiérrez؛ زادهٔ ۵ آوریل ۱۹۹۷) یک کشتی‌گیر حرفه‌ای اهل ایالات متحده است. گوتیئرز در حال حاضر با کمپانی دبلیودبلیوئی قرارداد بسته و در برند راو فعالیت می‌کند.او نیز در سال 2024 با ماری جولیت ازدواج کرد.

## اوایل زندگی
دامینیک گوتیرز در ۵ آوریل ۱۹۹۷ در کالیفرنیا متولد شد. او از فرزند و پسر آنجی و اسکار گوتیرز، معروف به ری میستریو است. او یک خواهر کوچکتر به نام آلیا گوتیرز دارد.

## زندگی شخصی
میستریو در ۶ مارس ۲۰۲۴ با دوست دختر خود، ماری جولیت ازدواج کرد.

## افتخارات
- پرو رسلینگ
  - بهترین تازه کار سال (۲۰۲۰)[۷]
  - رتبه ۱۴۷ از ۵۰۰ کشتی‌گیر برتر انفرادی در پرو رسلینگ در سال ۲۰۲۱
- دبلیودبلیوئی
  - قهرمانی تگ تیم اسمک‌داون دبلیودبلیوئی (همراه با ری مستریو)[۸]

2بار قهرمان کمربند ان اکس تی نورث امریکا (nxt north america)